# Translationszentrum für Regenerative Medizin Leipzig

Logo

Das Translationszentrum für Regenerative Medizin (TRM) Leipzig war eine zentrale wissenschaftliche Einrichtung der Universität Leipzig von 2006 bis 2015. Es wird künftig unter dem Namen Sächsischer Inkubator für klinische Translation (SIKT) fortgeführt.
Das TRM Leipzig wurde im Oktober 2006 mit dem Ziel gegründet, neuartige Diagnostik- und Therapieformen der Regenerativen Medizin zu entwickeln, zu evaluieren und mithilfe der Translationalen Medizin in die klinische Anwendung zu überführen. Das TRM Leipzig wurde vom Bundesministerium für Bildung und Forschung, dem Freistaat Sachsen und der Universität Leipzig gefördert. Es war Teil des Leipziger Lifescience-Netzwerkes und Gründungsmitglied der nationalen Initiative für Regenerative Medizin (RMIG). Die Förderung durch das Bundesministerium für Bildung und Forschung endete zum Ende Juni 2015.
Nach dem Auslaufen der Bundesförderung wollen der Freistaat Sachsen und die Universität Leipzig das Zentrum als sächsischen Inkubator für die klinische Translation etablieren. Das Sächsische Staatsministerium für Wissenschaft und Kunst steuert dafür drei Jahre lang einen Sockelbetrag von je einer Million Euro bei. Zudem sollen neue Drittmittelprojekte eingeworben werden. Die inhaltlichen Schwerpunkte des SIKT bilden die Bereiche Herzmedizin, Binde-/Stützgewebe und Leber.

## Translation
Das TRM Leipzig hatte sich zum Ziel gesetzt, durch eine strenge Translationsorientierung die Übertragung von Forschungsergebnissen in die klinische Praxis zu beschleunigen. Grundlage war eine strenge, drei Tore umfassende Fördersystematik. Die Tore stehen für den Eintritt in die konzeptionelle, die präklinische und die klinische Arbeitsphase, die jedes neue Therapie- oder Diagnosekonzept durchlaufen muss. Damit gewährleistete das TRM Leipzig die effiziente Translation und verband sie mit einer umfassenden Unterstützung und Koordination der Forschungsvorhaben.

## Forschung
Das TRM Leipzig unterstützte produktive, anwendungsorientierte und interdisziplinäre Forschungsvorhaben in vier Bereichen:
- Tissue Engineering und Materialwissenschaften (TEMAT),
- Zelltherapien für Reparatur und Ersatz (CELLT),
- Regulatorische Moleküle und Delivery-Systeme (REMOD) sowie
- Bildgebende Verfahren, Modellierung und Überwachung von Regeneration (IMONIT).

## Serviceeinheiten
Drei Serviceeinheiten, die sogenannten „Core Units“, unterstützten die wissenschaftliche Arbeit des TRM Leipzig:
- Image Processing (IPCU)
- Qualitätsmanagement (QMCU) und
- Microsurgery and Animal Models (MACU).

## Förderung
Das TRM Leipzig bot jungen Nachwuchswissenschaftlern einen Forschungsraum, in dem sie eigene anwendungsorientierte Forschungsideen umsetzen konnten. Das Innovationspotenzial wurde durch die Fördermodelle (Awards) des TRM Leipzig gefördert. Förderung konnten selbstständig tätige Wissenschaftler, Forschungsgruppen und Tandemgruppen von Klinikern und Wissenschaftlern beantragen.

## Infrastruktur
Der Direktor war von 2006 bis 2015 Frank Emmrich.
Die wissenschaftliche Arbeit des Zentrums wurde von zwei Gremien begleitet: Der Vorstand entschied über die strategische Ausrichtung der Forschung am Zentrum. Direktorium und Vorstand wurden mit festgelegten Aufgaben und Zuständigkeiten von einem internen Beirat unterstützt und beraten. Der Interne Beirat setzte sich aus Experten aus Wissenschaft, Klinik und Wirtschaft zusammen.
An seinem Standort in den Gebäuden der ehemaligen Universitätsfrauenklinik in der Philipp-Rosenthal-Straße 55–57 verfügte das TRM Leipzig seit April 2008 über eigene Labore für präklinische, molekularbiologische, gentechnische und zellbiologische Forschung auf einer Fläche von rund 500 Quadratmetern, welche Ende 2010 um weitere 2.800 Quadratmeter erweitert wurde. Zum TRM gehörte einer der wenigen Kleintier-Computertomographen in Deutschland.